# 光明皇后
光明皇后（こうみょうこうごう、701年〈大宝元年〉- 760年7月23日〈天平宝字4年6月7日〉）は、聖武天皇の皇后で孝謙天皇の生母。藤原不比等と県犬養橘三千代の子で、聖武の母藤原宮子は異母姉。一般に知られる光明皇后という名前は、在世中に名乗った光明子（こうみょうし）に因んで後世に付けられたもので、『拾遺和歌集』が初出である。本来の尊号は天平応真仁正皇太后（てんぴょうおうしんにんしょうこうたいごう）。諱は安宿媛（あすかべひめ）。そのほかに藤三娘（とうさんじょう）などの署名が現存するほか、法名は沙弥万福と伝わる。本記事での呼称は光明子で統一する。
光明子は不比等が権力基盤を固めつつあった時期に生まれ、藤原氏を中心とした権力闘争や皇位継承など、周囲に政争が絶えない生涯を過ごした。とくに光明子自身の立后および息子基王と娘阿倍内親王の立太子などの前例のない政治的決定と、紫微中台による政治運営において、その中心にいた人物である。光明子は藤原氏あるいは不比等の娘であることを強く意識しており、またこの頃の政策には則天武后の政策をなぞらえるものも多く、光明子と則天武后を関連付ける見方も少なくない。しかし、それらの政争・皇位継承・政治運営に光明子の意向がどの程度働いたのかは記録にほとんど残されておらず、断片的な情報から研究されている状況である。そのため、光明子を「病弱でひ弱な聖武を傀儡とした」「女帝に即位する野心があった」などと権力欲をもった人物と評する意見もあるいっぽうで、藤原武智麻呂や藤原仲麻呂ら藤原氏の権力掌握に利用されただけとの見方もあり、評価が分かれる人物である。
文化面では両親、特に三千代の影響を受けて仏教に深く帰依した。光明子は同時期の仏教政策に深く関与しており、東大寺大仏造立や国分寺建立は光明子の勧めにより実施された。また、光明子が創建したと伝わる寺院には法華寺・新薬師寺・海龍王寺があり、建立した堂塔も興福寺・法隆寺などにあった。その他に写経事業にも力を入れたほか、聖武の遺愛品を東大寺に献納したことが正倉院宝物の始まりとなった。福祉事業を行ったことでも知られており、後世には千人風呂伝説が生まれた。また、奈良時代を代表する能筆家のひとりでもある。

## 生涯
8世紀の政治史について、従来の研究では藤原氏の権力闘争を軸として説明されることが多く、また現在でもそうした見方は根強い。一方で傀儡と評価されてきた聖武やその前の女性天皇を中継ぎとしてきた従来の通説に異議を唱える説など、同時期の天皇の政治力について見直す意見もある。そうしたなかで、光明子による政治関与ひいては光明子の評価についても、研究者の見解が分かれている。本記事では藤原氏と皇位継承を軸とした時代背景を記述しつつ、光明子に関わる諸説を記載していく。

### 両親

光明皇后を中心とした、天皇家・藤原氏・橘氏の関係系図

父の藤原不比等は中臣鎌足の次男だが、長男貞恵が早世したため藤原家を継ぐこととなった。鎌足が天智天皇の側近であったため天武期の不比等は冷遇を受けていたが、持統期に抜擢され藤原京造営・大宝律令制定などで成果を挙げ持統天皇の信頼を得た。軽皇子（文武天皇）の立太子に尽力した不比等は、娘の藤原宮子を軽に入内させて皇室の外戚となり、権勢を拡大していった。
母の県犬養橘三千代は中小豪族の出身だが一族の県犬養大伴の壬申の乱での功績をきっかけに後宮に出仕し、持統期には地位を固めていた。三千代は軽の乳母もしくは養育係であった可能性が高い。
二人が出会った時期は明らかではないが、宮子が名門出身女性と共に軽に入内できた背景には三千代の協力があったとする説があり、宮子入内より前とする意見がある。

### 光明子・聖武の誕生
光明子は大宝元年（701年）に誕生した。当時の都は藤原京にあったが、その左京七条一坊と推定される地域が2001年に発掘調査が行われた際に出土した複数の木簡の中に「〇養宿祢道代給〇五 太寶元年十一月〇〇」と書かれたものがあった。この木簡の欠字部分については文字の残存部分から「犬養宿祢道代給紐五 太寶元年十一月十七」と推定され、犬養宿祢道代が県犬養三千代のことと考えられることから、三千代が何らかの事情で賜物を受けた際の記録と考えられている。そして、大宝元年に発生した三千代に関わる大きな出来事と言えば娘（光明子）の誕生であり、この木簡は大宝元年11月頃に女官である三千代が娘（光明子）を出産した祝いに朝廷からの賜物を出した際の記録と推測する説がある。更にそこから論を進めて、当時の慣習で誕生7日目に誕生祝が贈られることが多いことから、光明子の誕生を11月11日と推定する説もある。
諱の安宿媛は河内国安宿郡に因んだもので、安宿郡が三千代の本貫地に隣接していたためとも、不比等を養育した田辺史の本貫地であったためとも言われる。不比等に何人の子供がいたのか定かではないが、光明子自身の署名から光明子は三女であったとするのが定説である。光明子の妹に橘諸兄に嫁いだ藤原多比能がいるが、生母は別との説もある。異母兄弟には宮子のほか藤原四兄弟・藤原長娥子、異父兄弟に橘諸兄・牟漏女王などがいる。幼少期の記録はないが、三千代は不比等邸で同居していたと考えられることや、のちに光明子が不比等邸で出産していることから、不比等邸で育てられた可能性が高い。
光明子の誕生と同じ年に、文武と宮子の間に嫡子の首皇子（聖武天皇）も誕生した。宮子は首を出産したのちにひどいうつ病に罹り、首は母と離れて養育された。首の幼少期も記録に残されていないが、外祖父の不比等と三千代に養育されたとする説があり、事実であれば首と光明子は幼いころに不比等邸で共に育った幼馴染であった。

### 元明・元正の即位と首の立太子
慶雲4年（707年）6月に文武が崩御し、翌月に文武の母阿陪皇女が即位し元明天皇となる。これまで天皇の没後に后が即位することはあったが、元明の夫草壁皇子は即位せずに亡くなっており、天皇の母が即位するという異例な皇位継承であったため、不改常典と呼ばれる皇位継承の理論を初めて用いられた。この皇位継承には文武の強い意向があったが、不比等にとっても孫の首の即位を実現するためには繋ぎの女性天皇が必要であった。元明が即位すると不比等は右大臣に任ぜられ、三千代は翌年に橘姓を賜姓されており、両親がそれぞれの立場で政権基盤を固めていくなかで光明子は幼少期を過ごした。
和銅3年（710年）3月に平城京に遷都され、和銅7年（714年）には首が立太子する。義江明子は、首の立太子を前に母の宮子だけが夫人に昇格して他の2人は嬪の地位をはく奪された点を指摘し、藤原氏が首の立太子を実現するために障害として排除されたとしている。一方、和銅7年には首の元服の記事があるものの、立太子の具体的な日付が不明である（『続日本紀』には元服と同時に立太子されたとは書かれていない）ことから、首が立太子されたのが和銅7年とは断定できず、元正天皇の即位後に立太子された可能性もあるとする見解もある。立太子に合わせて皇太子の教育にあたる東宮傳に不比等の嫡男藤原武智麻呂が就き、首が暮らす東宮が不比等邸の隣に造営された。しかし首が即位するにはまだ若すぎるため、さらに皇位を繋ぐ女性天皇として翌和銅8年（715年）に元明の娘氷高内親王が即位し、元正天皇となった。元正の即位も独身女性による前例のない皇位継承であり、首の即位を願う不比等の意向が働いたと考えられている。

### 光明子・広刀自の入内と阿倍の誕生
霊亀2年（716年）に光明子は首のもとに入内する。光明子の入内については、のちに聖武が「王祖母天皇（元明もしくは元正）から賜った妃」と述べているが、藤原氏が皇室との関係を強固にするために母宮子に加えて妃にも光明子を入れたとするのが通説である。養老2年（718年）に光明子は阿倍内親王（孝謙天皇）を出産した。
光明子の入内と同じ頃に三千代の同族である県犬養広刀自も入内しているが、二人の立場は対等ではなかったと考えられる。瀧浪貞子は、広刀自が生んだ井上内親王は若干5歳で斎王になるべく潔斎の生活に入ったが、対する光明子が生んだ2子はいずれも皇太子となった事を指摘し、光明子は次代の天皇となる皇子を生むことを期待されていたと推測している。

### 不比等・元明の死去
養老4年（720年）8月3日に不比等が死去し、さらに翌養老5年（721年）12月7日には元明が崩御した。この二人の死去に前後して朝廷の人事が刷新されている。まず不比等の死後に、天武の皇子の舎人親王が知太政官事に、同じく新田部親王が知五衛及授刀舎人事に任ぜられる。開けて正月には長屋王が右大臣、不比等の嫡男武智麻呂が中納言に任ぜられ、次男の藤原房前も従三位に昇叙された。さらに房前は、元明の死の直前に内臣に任ぜられる。藤原氏から二人の人物が取り立てられたことは、当時の慣例であった一つの氏族から一人だけが主要な地位に就くという原則を破るものであり、異例な人事であった。
この人事についての解釈は研究者で異なっている。多くの場合は皇親勢力（長屋王・舎人親王・新田部親王）と藤原氏（武智麻呂・房前・光明子）の対立を想定して、各々が勢力を伸ばしたと解釈し、そのなかでも野村忠夫は政治力に長けた房前が武智麻呂を操っていたとしている。いっぽうで瀧浪は、房前を取り立てたのは皇親政治を目論む元明・元正と推測し、皇親勢力（長屋王・舎人親王・新田部親王・房前・首）が武智麻呂を家長とする藤原氏を抑えていたとしている。
またこのとき光明子は、不比等邸や封戸などの資産を相続したとするのが通説で、これらがのちに光明子が行った福祉事業の原資になったと考えられている。ただし義江は、不比等の遺産を相続したのは三千代と推測している。

### 聖武の即位と基王
神亀元年（724年）2月4日に首が即位して聖武天皇になる。これにより光明子は広刀自と共に皇太子妃から夫人となった。
聖武は即位すると母宮子を大夫人と呼ぶように勅命を下すが、これを長屋王が批判し一旦出された勅命が撤回され皇太夫人にされるという、いわゆる辛巳事件が起きる。これは臣下の藤原氏の出身者である宮子を大夫人にすることに反対した長屋王と、藤原氏との繋がりが深い聖武との対立とするのが通説だが、瀧浪は聖武は元正から皇親政治の路線を引き継いでいたとしたうえで、長屋王への信頼も厚く二人に対立はなかったとしている。また鷺森浩幸は、結果として宮子の尊号に「皇」がついた事で藤原氏の政治的地位が高まったとした上で、聖武と長屋王のやりとりはこれを貴族の総意とするための政治的な演出であったとしている。
神亀4年（727年）閏9月29日に、光明子は待望の嫡男基王を出産した。藤原氏の血を引く嫡男の出産を期待されていた光明子はもちろん、聖武の喜びも大きく、同日に生まれた諸国の子に祝いの品が下賜された。さらに基王は生後わずか33日目に立太子した。赤子が皇太子になるのは極めて異例であり、藤原氏の血が濃い基が皇統を継ぐことを願う藤原氏の意向が働いたとする説が有力である。しかし翌神亀5年（728年）9月13日に基は夭折してしまう。基の菩提を弔うために山房（東大寺の前身となる金鐘寺とするのが通説）が造営された。

### 長屋王の変

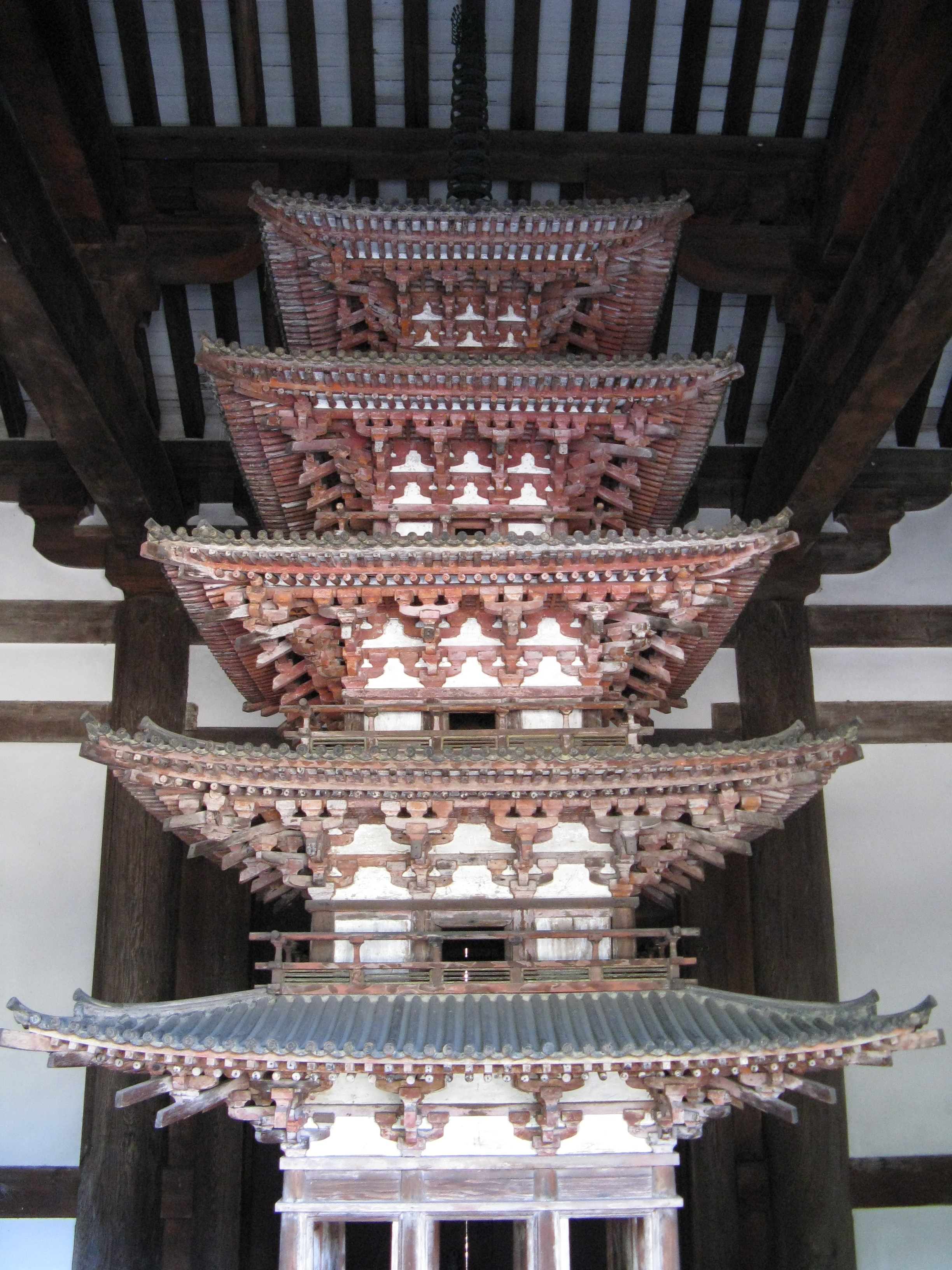
海龍王寺五重小塔
光明子が創建した当時の建築とされる。

基の死去と前後して、広刀自が安積親王を出産した。安積が聖武唯一の皇子となったことで、藤原氏は危機感を募らせたと考えられる。基の死去からほどない神亀6年（729年）2月12日に長屋王の変が起きる。事件後の同年3月4日に武智麻呂は大納言に昇格し、事実上の首班となった。
長屋王の変は藤原氏が仕組んだ偽証により藤原氏が実行したとするのが通説であり、木本は武智麻呂を首謀者としている。その目的については、光明子立后を実現するために辛巳事件で苦言を呈した長屋王を排除したとする説が有力で、基の死・長屋王の変・光明子の立后までを一つの流れとする意見が多い。また、元正と繋がりが深く有力な皇位継承候補であった長屋王、もしくは嫡男膳夫王を排除するためとする説もある。
しかし、河内祥輔は長屋王と吉備内親王に対し血統的劣等感をもつ聖武にも動機が認められるとし、瀧浪も武智麻呂が仕組んだ偽証としつつ、実行できる権限をもつ聖武が偽証を真に受けたと推測している。また大友裕二は、藤原四子の行動は職務上の業務範囲に収まるとしたうえで、藤原氏による陰謀論を前提にした議論に異議を呈している。

### 光明子の立后
天平元年（729年）8月に光明子が皇后に立てられた。立后に当たり、まず10日に詔が出されて、続く24日に宣命が出された。立后の儀式が2度行われることは前例にない。この件について河内は、10日の儀式は伝統的なもので、24日の儀式は招集した官人を前に行う新しい儀礼であり、政治的な演出であったと推測している。また水野柳太郎は、10日に簡単な詔を出したものの予想外の反発があったため、慌てて24日に宣命を出したと推測している。この当時の令制では、皇后に就けるのは入内した女性の中でも天皇の娘だけだったとする説があり、臣下の女性が皇后に就くのはこの原則を破るものであった。そのため立后の宣命には釈明とも受け取れる文言が並んでおり、周囲の抵抗があったことがうかがえる。こうした通説に対し、「皇后」号の成立は飛鳥浄御原令以降のことであり、かつ光明子の立后が大宝律令下最初のものであったことから、そもそもこの当時皇后の出自に関する明確な規定や原則が存在しておらず、光明子の立后後に廃后を意図するような事件も発生していないことから、むしろ反発はほとんど起きなかったのではないかとする説も存在する。
光明子立后の政治的意図、あるいはそれを企図した人物について研究者の見解は分かれる。岸俊男は推古天皇や持統天皇などの女性天皇の即位を念頭に聖武亡きあとに光明子が女帝に即位するためとする説を発表し、多くの賛同を得た。その他に、笹山や鷺森らは光明子が今後産むことを期待された次男を安積に先んじて即位させるための布石であったとし、また木本好信や上村正裕は、しりへの政に着目し光明子による政治の関与が目的としている。いずれの説も藤原氏もしくは光明子の意向であったとする向きが多いが、これに対し瀧浪は、立后は聖武の意思で行われたとした上で、その理由を長屋王の死で崩れた皇親政治を立て直して藤原氏に対抗するためと推測している。また河内や義江は、母を藤原氏にもつ聖武と阿倍の血統的権威が低かったとしたうえで、これを補強するために「選ばれし貴族」藤原氏を母とする新たな皇位継承原理を創造する必要があり、そのために聖武が光明子に制度的権威を付与したとしている。初めから皇后の要件に皇族であることは含まれていなかったとする浅野咲は、聖武が仁徳天皇の例を持ち出したのは非皇族の皇后の先例としてではなく、中臣鎌足・藤原不比等父子を建内宿禰・葛城襲津彦父子に擬えて光明子が「功臣の娘」であることを強調したものとしている。ただし、立后そのものは藤原氏の意向よりも聖武の意向が強く反映されたもので、聖武は光明子に不比等から継承した彼女個人の経済力も含めた国家の政策を支え、推進する能力を認め、それをしりへの政として発揮することを期待していたとしている。
立后の翌9月には皇后の家政機関として皇后宮職（皇后付の役所）が置かれた。皇后宮職の設置も初めての事である。皇后宮職の所在地については不比等邸跡とするのが通説だが、長屋王邸跡から発見された木簡により長屋王邸を取り潰して造られたとする新説がある。翌天平2年（730年）4月17日に、皇后宮職に施薬院が設置された記録があり、同じころに悲田院も設置されたと考えられている。施薬院の運営には皇后の職封と不比等から相続した封戸の庸が充てられた。同年4月28日に光明子は興福寺五重塔の建立を発願する。建立にあたって光明子自らが簀の子をもって土を運んだと伝わっている。五重塔は既に完成していた聖武建立の東金堂と一体となり東院仏殿院を形成した。以上の施薬院・悲田院・五重塔の建立は、時期的に一連の事業であったと考えられる。十川陽一はこうした寺院建立や福祉事業などの財源に着目し、光明子が不比等から相続した藤原氏の家財と天皇家の家財が一体となって国家的事業が推進されていたとしている。また寺伝によれば、天平3年（731年）に光明子によって隅寺（現在の海龍王寺）が創建された。隅寺の名称は皇后宮の北東の隅に位置することに因む。

### 武智麻呂政権と三千代の死去
| 左：光明子が建立した西金堂旧蔵の阿修羅像右：光明子が法隆寺に奉納した海磯鏡（法隆寺献納宝物）  |  | 左：光明子が建立した西金堂旧蔵の阿修羅像右：光明子が法隆寺に奉納した海磯鏡（法隆寺献納宝物） |
| 左：光明子が建立した西金堂旧蔵の阿修羅像 右：光明子が法隆寺に奉納した海磯鏡（法隆寺献納宝物） |  |                                                                                              |

翌天平3年（731年）に、藤原宇合・藤原麻呂を含む6名が新たに参議に加えられた。この人事は従前の天皇による指名ではなく、官人による推挙によるものであった。これにより既に参議であった武智麻呂・房前を含め不比等の四子全員が議政官となり、そのおよそ半数を藤原氏が占めるに至る。この人事により文官・武官の人事権を掌握した武智麻呂が政権を握った。林陸朗は、藤原四子の活躍には光明子の後ろ盾があったとしている。
天平5年（733年）1月11日に光明子の母三千代が死去する。光明子はひどく気落ちしたようで、長く臥せっている光明子を心配した聖武は、同年5月に病気平癒を願って大赦を勅している。光明子は病に伏せながらも、三千代の菩提を弔うために興福寺西金堂を建立し、翌年に盛大な一周忌を行った。西金堂はのちに焼失してしまうが、阿修羅像で著名な八部衆や十大弟子など建立当時の仏像が現存している。
また、光明子は三千代の死後から法隆寺に度々施入を行うようになる。特に現在の東院伽藍は光明子を中心にした三千代の女性親族による建立である可能性が東野治之らによって指摘されており、光明子らが三千代から太子信仰を受け継いだとしている。また聖徳太子虚構説を唱える大山誠一は、法隆寺薬師如来像の光背銘文などを捏造して太子信仰を創出した人物を光明子としている。

### 天然痘の流行
天平7年（735年）に大宰府で天然痘が流行し、一度は治まるが天平9年（737年）1月には平城京で再流行する。この疫病により8人いた公卿のうち5人が犠牲となり、その中に含まれる藤原四兄弟の死去により武智麻呂政権が終了した。天平10年（738年）1月には生き残った人物を中心に政権の立て直しが図られた。この際には公卿の一氏族一人の原則が復活し、藤原氏からは藤原豊成が取り立てられた。また、光明子の異父兄橘諸兄が右大臣に抜擢されたことが注目される。諸兄の父は敏達天皇の後裔美努王であり、この新しい政権は皇親勢力の復活とみる向きがある。諸兄は日を追うごとに昇進を重ね、やがて嫡男橘奈良麻呂も取り立てられて橘氏は全盛期を迎える。諸兄は天平8年末に葛城王から改名しているが、諸兄の名は光明子の異父兄であったことから賜ったとする説がある。瀧浪は、聖武と光明子が諸兄にかけた期待は大きかったのだろうと推測している。いっぽうで中川収は、諸兄を引き立てたのは元正で、光明子に対抗するためとしている。
この頃に光明子の周りで3つの出来事があった。1つ目は聖武と聖武の母宮子の再会である。宮子は聖武を出産した後にうつ病に罹り、聖武は母を隔離されて養育されていたが、天平9年（738年）12月27日に聖武と宮子は36年ぶりに再会を果たした。この再会は玄昉の治療による病状回復によって実現したことは知られているが、瀧浪は再会場所が皇后宮であることや藤原四兄弟の死後であることを挙げて、再会を阻んでいたのが藤原氏であり、その死後に実現したのは光明子の意向があったと推測している。
2つ目は天平9年のはじめごろに聖武の後宮に3人の女性が入内していることである。その3人は南夫人（武智麻呂の娘）・北夫人（房前の娘）・橘古那可智（橘佐為の娘）で、いずれも藤原氏と橘氏の一族である。3人の入内は30代後半になっていた光明子に対し皇子誕生の期待が薄まりつつあったことが背景にあると考えられるが、結果としていずれの夫人からも子女が生まれることは無かった。なお聖武に寵愛を受けたが入内していない女性に矢代女王がいるが、皇族でありながら入内しなかった（出来なかった）理由が藤原氏に関係するのかは不明である。
3つ目は継続的かつ大規模な写経事業が始まった事である（後述）。

### 阿倍の立太子
諸兄政権の成立と同じ天平10年（738年）1月13日に、光明子の娘阿倍が立太子した。このとき聖武唯一の皇子で橘氏の血を引く安積は11歳になっており、いずれ安積擁立の動きが起こることは確実であった。対して阿倍は、21歳になるこの時まで未婚であったことを考えると、以前から阿倍の即位が予定されていた可能性が高いと考えられる。異例な女性の立太子が行われたのは安積擁立を図る橘氏への対抗策で、藤原氏の血を引く阿倍の即位を望む藤原氏ひいては光明子の意向であったというのが通説である。また、阿倍立太子とそれを強行した藤原氏に反感をもつ群臣も少なくなく、のちに奈良麻呂が乱を起こす原因の一つにもなったとされる。
木本は、元正の同意が得られぬまま立太子が強行されたとしたうえで、徐々に影響力を増す光明子の強い要望があったと推測している。一方で聖武の意思であったとする説としては、いわゆる不改常典を皇統の嫡子相続とした上で、その原則を守るために阿倍が立太子したとする瀧浪の説や、阿倍は安積即位までのいわゆる中継ぎ天皇であった（ただし、安積自体も光明子もしくは北夫人・南夫人に男子が誕生するまでの繋ぎである）とする河内の説などがある。

### 藤原広嗣の乱と国分寺・大仏の建立

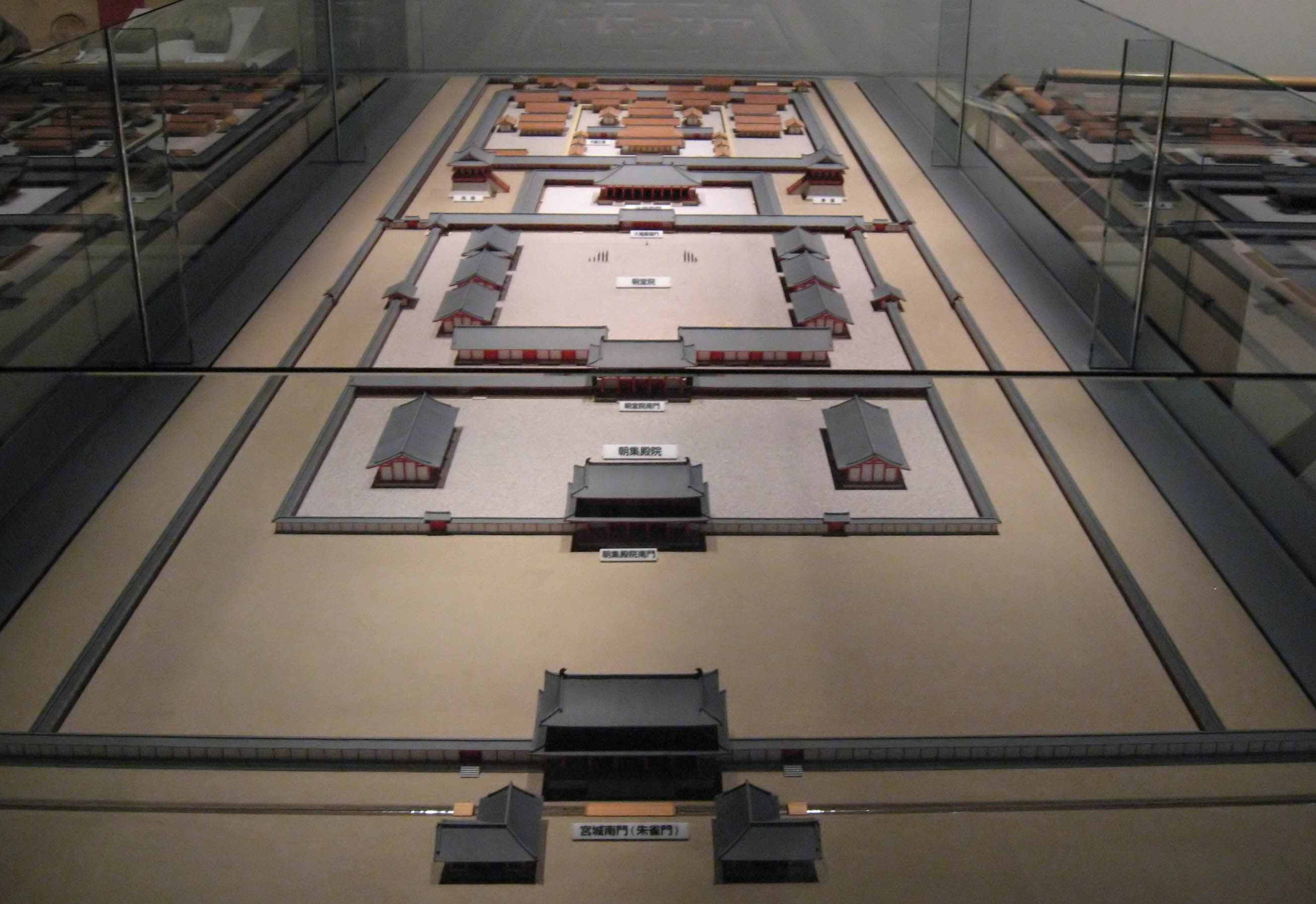
聖武期の後期難波宮の復元模型

天平10年（738年）に、亡き宇合の嫡子藤原広嗣は大養徳守に出世するが、親族を誹謗した事を理由に同年12月に大宰少弐に左遷された。広嗣が誹謗した親族が具体的に誰なのかは定かではないが、笹山晴生は光明子に対する批判であった可能性を指摘している。さらに天平12年（740年）8月に広嗣は、諸兄政権を批判しそのブレーンであった玄昉と吉備真備の追放を上表した。この広嗣の行動は反乱（藤原広嗣の乱）と見なされて討伐軍を派遣され、同年11月1日に鎮圧された。
乱がいまだ解決していない同年10月29日に、聖武は突如として東国に行幸する。この行幸は壬申の乱における大海人皇子を追体験するためとされ、光明子らも同行している。同年12月1日に不破で警護する騎兵を解散した。聖武は行幸を終えても帰京せず、諸兄の別荘がある相楽郡に恭仁京の造営を命じた。聖武自らも天平12年（740年）12月15日に恭仁京に入り、遅れて光明子らも続いた。
翌天平13年（741年）2月14日、聖武は国分寺建立の詔を出すが、これは光明子の勧めによるものであった。光明子は詔が発せられる1月前に不比等から相続していた食封5000戸を返上し、その一部を国分寺に施入している。国分寺の建立は、唐の則天武后が各州に建立した大雲寺に倣ったとするのが通説である。則天武后が大雲寺に奉安させた『大雲経』には、仏教に帰依した浄光天女が出世して女王に就く話があり、大雲寺の建立は則天武后の即位を正当化することが目的であったと考えられている。このような由来を持つ寺院に倣って国分寺を建立したことから、光明子による権力掌握を正当化させる目的があったとする説もある。また林は、記録にはないが国分尼寺の建立も光明子の発案であったであろうとしている。
天平14年2月に恭仁京から甲賀郡に向かう東北道が開かれ、聖武は紫香楽への行幸を繰り返す。翌天平15年（743年）10月15日には甲賀寺大仏を造営する詔を下し、同年12月には恭仁京の造営を中止し紫香楽宮の造営に着手する。この大仏造営の発願は、天平12年に聖武と光明子が河内国知識寺に行幸し盧舎那仏を見たことがきっかけであり、これも光明子が勧めたことであった。
大仏造営に着手した直後の天平16年閏1月に、安積が脚の病で急死する。この急死について、藤原氏あるいは光明子による暗殺とする説も一部に根強い。安積が死去したのち、大仏造営の担当者が諸兄から藤原仲麻呂に代わった。武智麻呂の次男であった仲麻呂はこれまで出世の機会がなかったが、この抜擢以降は実績を重ねて昇進していく。林や鷺森は、仲麻呂の出世は光明子の意向であったとしている。また木本は、安積擁立を目指していた橘氏ら反光明子・仲麻呂勢力は、安積の死去により政治的苦境に追い込まれ、安積に代わる擁立候補を一本化できなかったため藤原氏の台頭を許したとしている。

### 平城還都

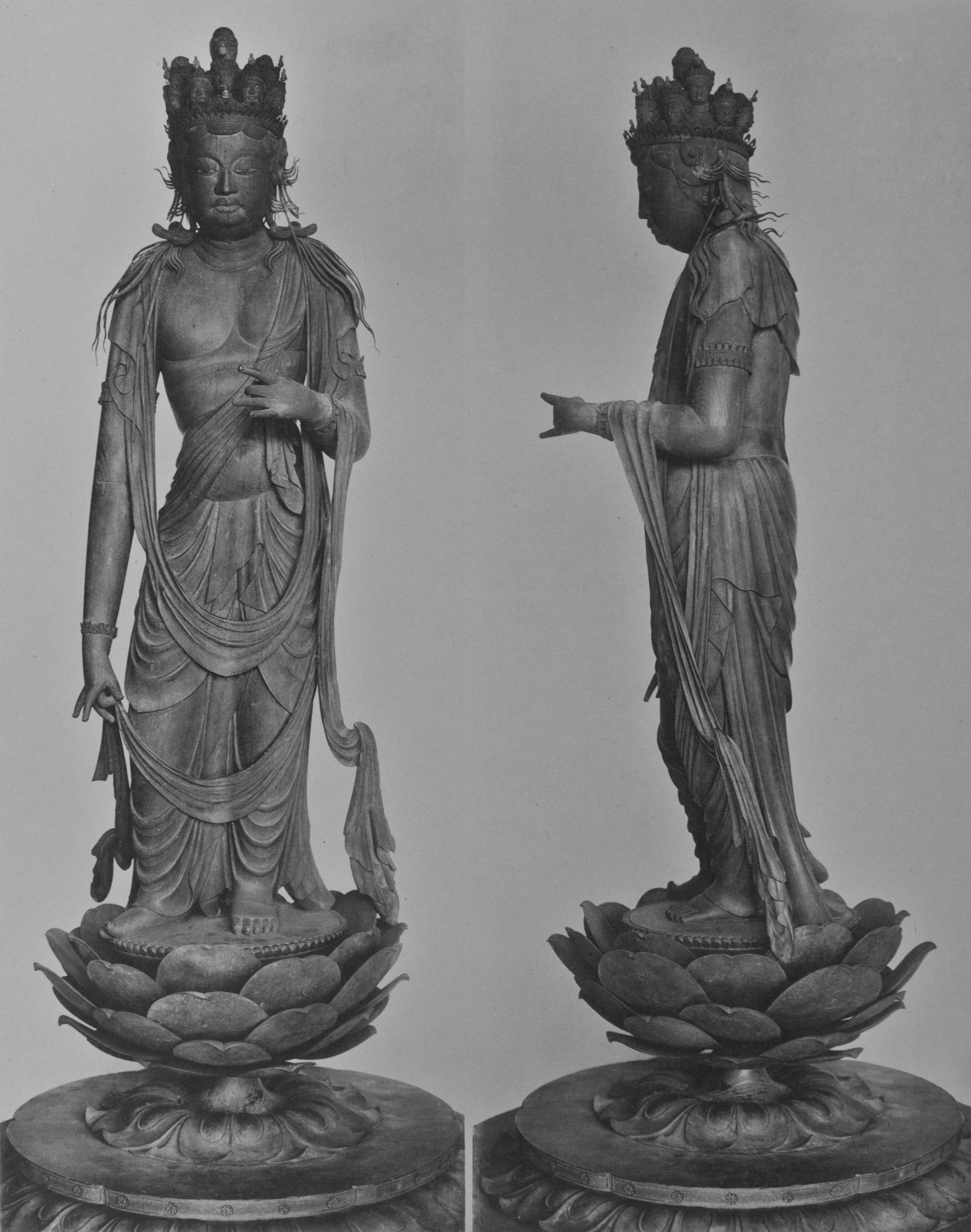
法華寺十一面観音像

度重なる遷都と大仏造営に対する周囲からの不満を感じていた聖武は、5年に渡る東国行幸を終えて天平17年（745年）5月11日に平城京に戻った。この時、平城京の皇后宮があった場所は宮寺に改められ、さらに天平19年（747年）までに法華寺に改称されて大和国国分尼寺となった。法華寺には光明子作、あるいは光明子をモデルにしたと伝わる十一面観音菩薩像が現存している。還都後の光明子の住まいについて記録は無いが、瀧浪は聖武と共に中宮に住んだか、あるいは長屋王邸跡に皇后宮を移したと推測している。
同天平17年8月23日には、東大寺に場所を移して大仏造営が再開される。この際、聖武と光明子も裾に土を入れて運び基壇を作ったと伝わる。この直後に難波宮に行幸していた聖武は体調を崩す。これを機に奈良麻呂らは反乱を企図するが、これを察知した光明子が玉璽などを取り寄せて備えたため、計画は実行されなかった。中川は、この頃から体調のすぐれない聖武に代わり、大権の一部が光明子へ委ねられていたとしている。
また、光明子は聖武の回復を願って新薬師寺を建立した。新薬師寺の創建については天平17年とする伝承と、天平19年とする記録がある。

### 孝謙の即位と紫微中台
天平20年（748年）4月に元正が崩御する。林や木本は、元正の死去をきっかけとして、光明子が政治を取り仕切るようになったとしている。
天平21年（749年）1月に、光明子は聖武と共に行基から受戒する。同年4月14日に聖武は豊成を右大臣に任じ、同年の天平感宝元年（749年）7月2日に聖武は譲位し、阿倍が即位して孝謙天皇となる。男帝の譲位も初めての事である。譲位にあたって聖武は臣下に「阿倍だけが朕の子である」「光明子に自分と変わらぬように仕えよ」と命じており、また光明子も孝謙に「草壁皇統を絶やさないために、女性ではあるが即位させる」と告げている。この譲位について中川は、既に実権を握っていた光明子がその体制の正統性を強化するために要請したとし、木本もこれに従いつつその理由について反藤原勢力に対抗するために光明子が皇太后の地位を望んだとしている。
孝謙の即位から1か月後に皇后の家政機関である皇后宮職は紫微中台に改称され、大納言に任ぜられたばかりの仲麻呂がその長官である紫微令に就任した。紫微中台の名称は、唐の玄宗が設置した紫微省と則天武后が設置した中台に倣ったとするのが通説である。瀧浪はこの改称は唐風好みの仲麻呂の献策と推測している。紫微中台を構成する職員の数や官位の高さは太政官に匹敵するもので、以降は紫微中台が孝謙に代わって国政を執行していく。
これについて木本や義江らは光明子を中心に政治が運営されるようになったとし、光明子を孝謙の後見人、あるいは聖武の代行者であったとしている。また林は、光明子の立場を君主的な存在としつつ主体となったのは仲麻呂で、光明子が庇護者となって積極的に後押ししたとする。いっぽうで瀧浪は、光明子に政治を運営する意図はなく、紫微中台による政策も聖武存命中は聖武の意向が反映されていたとしている。また鷺森も、統治の中心は依然として太政官であり、紫微中台は太上天皇の代行者として孝謙を補佐していたとしている。
天平勝宝4年（752年）4月9日に大仏開眼が盛大に行われた。行事が終わった後、光明子と孝謙は仲麻呂邸に入り御在所とした。天平勝宝6年（754年）4月に、聖武・光明子・孝謙らは鑑真から受戒する。

### 聖武の死去と正倉院宝物

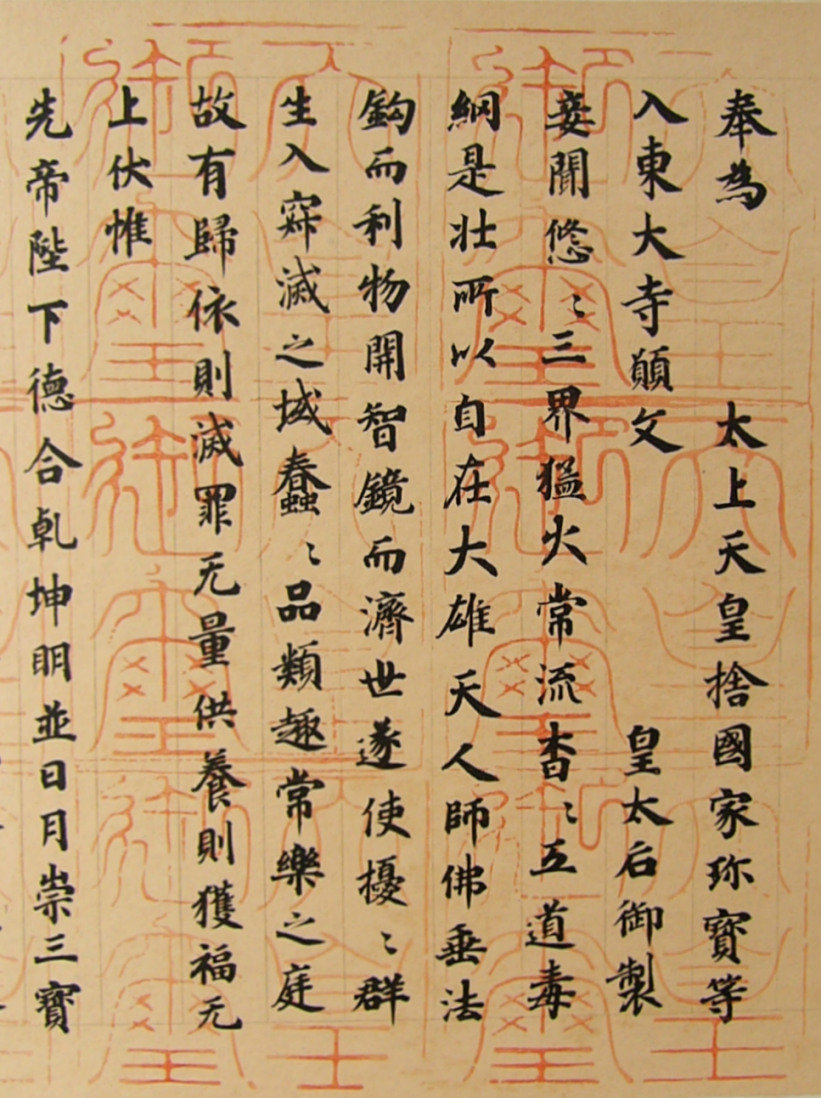
『東大寺献物帳』のうち『国家珍宝帳』の願文。「皇太后御製」とあり、紙面全体に天皇玉璽が押印される。

天平勝宝7歳（755年）の秋ごろから聖武は再び体調が悪化し、翌天平勝宝8歳5月2日に崩御した。聖武は遺詔として道祖王を皇太子に指名した。
聖武の没後、聖武の遺愛品が東大寺などに献納された。このうち5回に分けて行われた東大寺への献納が、正倉院宝物の始まりである。聖武遺愛品の献納は『東大寺献物帳』の願文により孝謙の協力も得ながら光明子の意向で行われたとするのが通説であり、その献納宝物の中には赤漆文欟木御厨子のように歴代の天皇に継がれてきた宝物が含まれている。この事について鷺森や義江は、光明子が天皇家の財産を処分する権限を有していたとしているが、瀧浪は聖武の意向も無視できないとしている。
また、献納宝物には光明子自筆の『楽毅論』と『杜家立成雑書要略』が含まれており、現存している（後述）。

### 仲麻呂政権と大炊の立太子
聖武の一周忌が終わると孝謙と光明子は仲麻呂邸に入った。仲麻呂は務める紫微令が紫微内相に格上げされ、中央と地方の軍事権を掌握するなど権力基盤を固めていく。また、この頃に謀反の疑いを掛けられていた諸兄は、自ら政界から身を引いた。さらに大伴古慈斐と淡海三船が、仲麻呂の企みにより禁固させられている。
仲麻呂が政権を掌握した背景には、光明子の後ろ盾があったとするのが通説だが、政権運営に光明子がどこまで関与していたのかについては研究者の見解は異なる。この時期に光明子が玉璽や駅鈴を握って詔を発し、光明子自らが勲功を叙し、本来は天皇が下す勅を紫微中台が発している。これらから笹山は、紫微中台を光明子による専制的な政治機構としたうえで仲麻呂は一体となって権勢を振るったとしている。また、このころに年号を四字にしたことや「年」を「歳」に改めたことも則天武后の影響とする意見もあり、光明子が自らを則天武后になぞらえたとする見方もある。
天平勝宝9歳（757年）1月に諸兄が死去すると、同年3月に皇太子道祖王が廃され、同年4月には大炊王（淳仁天皇）が立太子される。史料には廃太子は孝謙の意向によって行われたと記されているが、大炊王と関係が深い仲麻呂が主導したとするのが通説である。ただし共謀者について研究者の見解が分かれており、瀧浪や林は仲麻呂一人による計画とするが、渡辺晃宏や倉本一宏は孝謙と仲麻呂の2人によるものとし、義江は光明子と仲麻呂の2人によるものとし、木本は光明子を中心として孝謙・仲麻呂の3人によるとしている。上野正裕は塩焼王と池田王が光明子の意中の候補者であったが主に年齢的な理由によるもので大炊王に積極的に反対する理由もなかったとしている。

### 奈良麻呂の乱
孝謙の立太子以降、藤原氏による専権政治に抗する勢力は居たが、これらは首謀者の左遷などで未然に、かつ穏便に防がれていた。しかしこの頃から仲麻呂は、敵対する橘奈良麻呂らの反乱計画を明るみにし、敵対勢力の排除を目論むようになる。一方で穏便に済ませたかった光明子は、天平宝字元年（757年）6月28日に仲麻呂に対し追及を止めるよう強く要請し、また同年7月2日には孝謙と光明子がそれぞれ臣下に対して謀反の自重を訴え、さらに翌日に光明子は奈良麻呂を呼び出して再び自重を請うている。しかし光明子らの願いは叶わず、仲麻呂の小野東人に対する尋問により同年7月4日に奈良麻呂の謀反の計画が明るみに出た。奈良麻呂は謀反の理由について「東大寺創建による人民の辛苦」と証言し、その襲撃対象には光明子も含まれていたことが明らかになった。これにより仲麻呂に反対する勢力は一掃され、仲麻呂政権が強化された。奈良麻呂の変において光明子と仲麻呂に対応の違いがあったことについて木本は、光明子は天武皇統による安定的な皇位継承を藤原氏に託そうとしたとするのに対し、仲麻呂の目的は藤原氏を中心とした貴族専権政治を目指したことから齟齬が生じていたとしている。

### 淳仁の即位
天平宝字2年（758年）に光明子は体調を崩す。同年7月4日には、殺生の禁断や紫微中台の奴隷の解放など病気平癒を願う勅令が下されている。同年8月1日に孝謙天皇は「光明子に孝養をつくすため」として譲位し、大炊王が即位し淳仁天皇となった。しかし孝謙の譲位は必ずしも本人の意向ではなかったとするのが通説である。即位の宣命では「光明が聖武の遺勅を受けて大炊王を即位させる」と述べられており、木本や義江らは光明子が孝謙に譲位を迫ったとしている。また水谷千秋は、淳仁即位後も光明子が「事実上の太上天皇」として影響力を持っていたとしている。いっぽうで瀧浪は、仲麻呂が光明子に代わる勢力基盤をつくるために推し進めた事で、光明子は抗う事が出来なかったとしている。
淳仁即位と同日、孝謙と光明子に尊号が献上された。存命中に唐風の尊号を贈ることは初めての事である。光明子の尊号である天平応真仁正皇太后は「天が平らかになり、究極の真理に到達したことに応えた、仁と正しい徳をもつ皇太后」の意味である。この尊号は長いため「仁正皇太后」という略称も使われている。同年8月9日には聖武と草壁にも尊号が贈られ、さらに8月25日には仲麻呂も太保（右大臣）に任じられて恵美押勝の尊号を与えられる。また、天平宝字4年に藤原家顕彰の一環として不比等に淡海公の諡号が贈られている。
翌天平宝字3年（759年）6月16日には淳仁の父舎人親王に尊号が贈られ、母を大夫人、兄弟を親王・内親王として扱うことが表明された。この決定には譲位に不満を持っていた孝謙が反対したが、光明子の勧めによって実現された。また、この際に淳仁は自らを「聖武の皇太子」と評し、孝謙を先代の天皇と認めない態度を明らかにしている。
同年12月26日、正倉院から聖武遺愛品の一部が出庫された。米田雄介や栄原らは正倉院から取り出した人物を光明子としている。この時に取り出された草壁の佩刀黒作懸佩刀は、草壁の死後に不比等を介して歴代天皇に相承されてきた草壁皇統と藤原家の関係を象徴する大刀とするのが通説である。この大刀の行方は解っていないが、瀧浪は淳仁の皇位を確かにするために光明子が黒作懸佩刀を淳仁に継受させたと推測している。
これまで記したように、淳仁は聖武の遺勅を廃して立太子し、即位後は孝謙と対立するまでに至っている。このような淳仁の皇位継承について押勝の意図とするのが通説であり、光明子も淳仁の側に立っていたとする意見が多い。木本は、皇統の転換を図る光明子の意図を孝謙が受け入れられず母子が対立したとするが、瀧浪は光明子の孝謙に対する思いやりであり孝謙も光明子の思いを汲んで母子の対立はなかったとしている。

### 死去

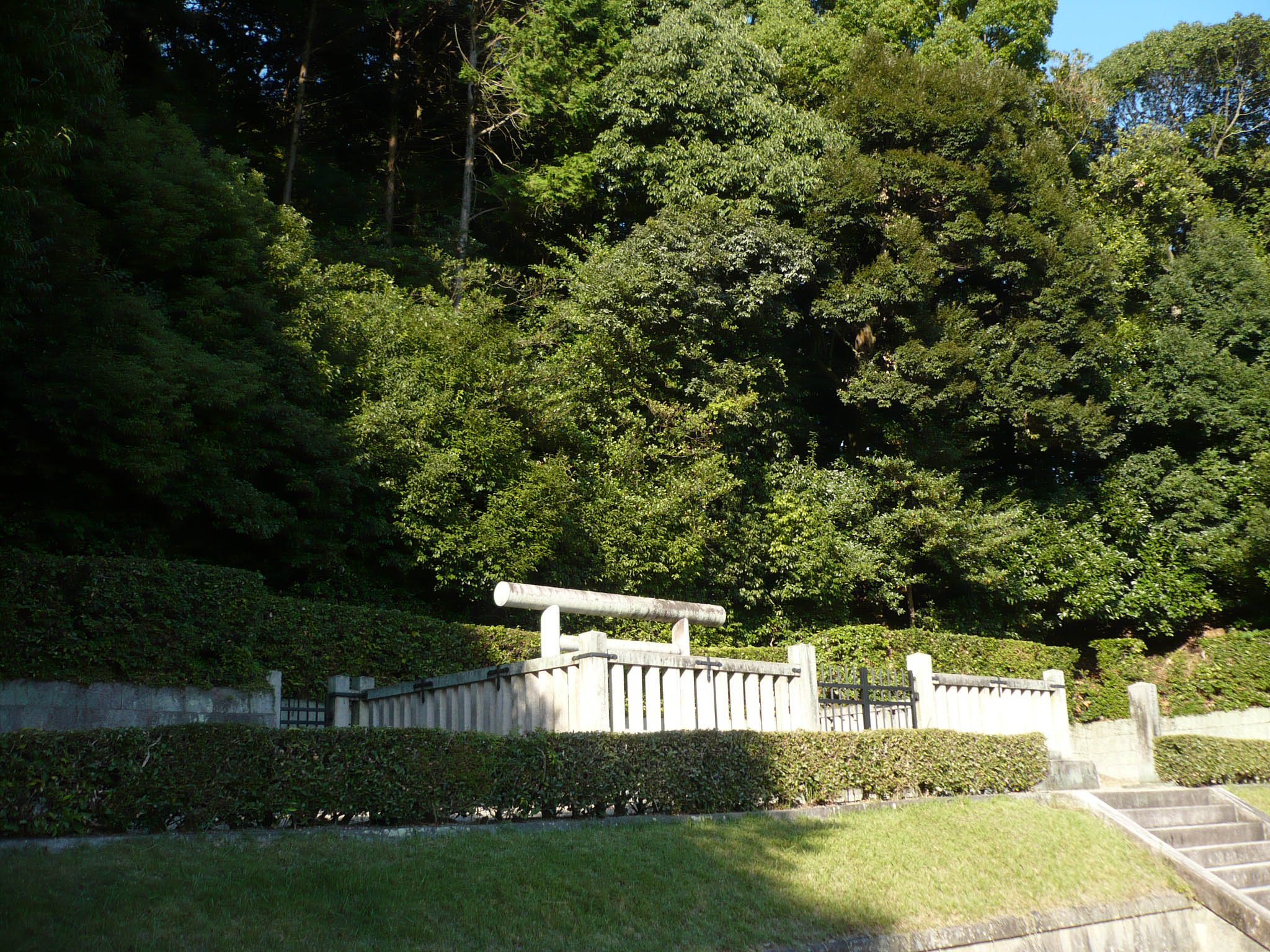
佐保山東陵

天平宝字3年の夏ごろから法華寺の境内で阿弥陀浄土院の建立が始められる。阿弥陀浄土院跡は三千代が建立した観無量寿院を建て替えたもので、不比等邸時代の園池を採り入れた伽藍となっており、浄土式庭園の嚆矢となった。
天平宝字4年（760年）の春ごろから光明子は再び体調を崩す。同年3月13日には諸国の神社で祈祷が行われ、さらに閏4月23日に宮中で『大般若経』の転読、同月28日に五大寺に施入、5月18日には六大寺で法会が営まれた。しかしその甲斐なく光明子は6月7日に亡くなる。享年60歳。即日、葬儀を執り行う装束司が任ぜられたが、船親王以下25人という大人数であった。陵は聖武の隣に造営された。陵は佐保山東陵に治定されている。
七七忌である7月26日には平城京の全ての寺で斎会が営まれると共に、国中の僧尼を動員して『称讃浄土経』を書写させて国分寺で法会を行わせている。12月12日には、宮子と共に光明子の命日が国忌に定められた。臣下出身者の命日が国忌になるのは初めての事であり、藤原氏出身者が天皇に準ずる扱いを受けたことになる。一周忌は阿弥陀浄土院で行われ、光明子の死後に165人を動員して写経された5330巻の『周忌斎一切経』が供養された。また、全国の国分寺では丈六阿弥陀像などが顕造され、押勝は興福寺に光明子の菩提を弔うために東院を建立した。
光明子の没後、後ろ盾を失った淳仁・押勝と孝謙との対立は深まり、藤原仲麻呂の乱から淳仁廃帝へと至った。木本は、光明子によって押さえつけられていた孝謙の権力への執着が発露したとしたうえで、一連の政争を発端として光明子が望んだ天武皇統の存続が途絶えてしまったとしている。

## 写経事業
光明子の功績として大規模な写経事業を行ったことも挙げられる。写経は功徳を得るための手段であり、特に光明子による写経は鎮護国家を実現するための国家事業であった。光明子の発願により写経された経典は『光明皇后願経』と総称される。
光明子の写経事業は私的な写経所から始められたが、これが皇后宮職写経所、東院写一切経所、福寿寺写経所、金光明時写経所、東大寺写経所と変遷・拡大していった。研究者はこれらの写経所を一括して皇后宮識系統写経機構と呼ぶが、その記録は正倉院写経所文書として現存している。

### 大般若経
光明子の写経は神亀4年（727年）と神亀5年の『大般若経』の写経に始まる。この時の写経はまだ夫人であった光明子邸に設置された私的な写経所において行われた。このような私的な写経所は祈願などをする際に臨時に設置されるもので、当時の貴族の慣行に従ったものである。この写経は2度行われており、栄原永遠男は1度目の神亀4年3月から翌5年3月までは基を懐妊した際に男子出産を祈願したもので、2回目の神亀5年9月末から行われた写経は基の菩提を弔うためだったとしている。また、写経した経典が『大般若経』である事から、単なる安産祈願ではなく光明子の出産が国家的な意味を持っていたことがうかがえるとしている。

### 五月一日経

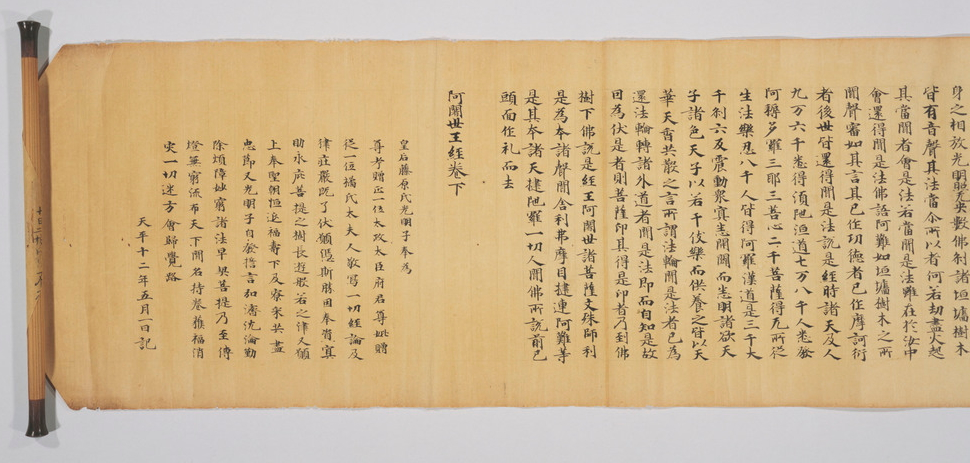
『五月一日経』のうち『阿闍世王経 巻下』の巻末

天平元年（729年）に光明子が皇后になると写経所はそのまま皇后宮職に組み込まれ、継続して写経事業を行うようになる。天平5年から天平勝宝8歳（756年）までに行われた一切経（あらゆる仏教経典）の写経が最も大規模に行われた写経事業で、その経典は願文にある天平12年5月1日の日付から『五月一日経』と呼ばれる。
この写経は不比等と三千代の追善供養として発願されたものだが、天平8年からは帰朝した玄昉がもたらした目録による写経へと方針転換されている。その後、一切経の写経は度々中断されているが、1回目の中断は阿倍の立太子に関わり、2回目は『福寿寺般若経』『北大家写経』の写経による中断で、3回目は東院写一切経所から福寿寺写経所への移行期間とされる。底本が入手できずに4回目の中断となった天平14年末にはその数は4561巻に及んだ。その後は玄昉の目録にない章疏・別生なども写経されるようになり、この写経事業の目的は経典研究の資料作成へと発展したと考えられる。続いて天平20年（748年）からおよそ2年間の中断があるが、山下有美は孝謙の即位を目前に聖武が『華厳経』の写経を行ったことによる中断としている。天平勝宝2年（750年）に再開された『五月一日経』の写経事業は大仏開眼会を期限に設定され、同3年までに三蔵の集伝部が完了して同5年に東大寺大仏に奉納された。しかし、その後も疏（経典の注釈書）の写経は継続され同8年（756年）の打ち切りまでに総数はおよそ6500巻に及んだ。以上のおよそ20年間に及ぶ『五月一日経』の写経事業は、当時の史料に「常写」と記録されており、その他の写経を意味する「間写」「外写」と区別されている。
天平勝宝6年（764年）から天平宝字4年（760年）までの間に、『五月一日経』は紫微中台が主体となって勘経（底本とは別の経典によって校訂すること）が行われ、日本国内で唯一絶対の信頼性をもつ経典として不動の地位を得た。なお、『五月一日経』は正倉院聖語蔵に約750巻、民間に約250巻が現存している。

### 坤官一切経・称讃浄土経・周忌斎一切経
天平宝字4年（760年）2月に、再び一切経3433巻の写経（『坤官一切経』）が命じられた。この写経について栄原は、同年正月に死去した藤原北夫人の菩提を弔うために光明子が発願したとしている。しかし同年6月に光明子が死去するとその日のうちに光明子の菩提を弔うための『称讃浄土経』1800巻の写経が命じられ、『坤官一切経』の写経は760巻で打ち切りとなった。さらに、光明子の一周忌のために一切経の写経（『周忌斎一切経』）が計画され、翌年3月5日までに5330巻の書写が完了させられた。この際の写経事業は、経師140人、装潢10人、校正20人が動員されるという前例のない規模で行われた。

## 文化的側面

### 書

#### 楽毅論
王羲之の『楽毅論』を臨書した名品。本文は43行、奥の軸付に黄麻紙一帳を添えて「天平十六年十月三日（744年11月11日）藤三娘」と、年紀と署名があり、光明皇后が44歳の時の書だと分かる。署名部分に別紙を継いでおり、本文とやや書風が異なると見なされた事などから、かつては皇后自筆でないのではとの説もあったが、本文や『杜家立成雑書要略』との詳細な比較などから、現在は皇后の真筆を疑う意見は皆無と言って良い。料紙は二帳半に継ぎ、縦25 cm、長さ126.6 cm。右画像では分かりづらいが、白麻紙に縦に0.6 cmごとに簾のような漉き目が並ぶ「縦簾紙」と呼ばれる精良な紙を用いており、漉き目は紙質が薄いため、現在はそこに折り目が付いている。明代に翻刻された『楽毅論』と比べると脱字が数ヶ所あり、反対に2行目行末の「為劣是以叙而」が多い。しかし、この6文字がないと文が続かない。
「筆力は雄健であるが、文字構成の軽視が目立つ。紙には縦線があるので気をつければ文字列を整えるのは容易なはずだが、表題の「楽毅論」からいきなり右にずれ、その後も真っ直ぐ書くのを二の次とし、行間も不揃いである。文字の間隔や大きさも不均一で、行末で文字が小さく扁平になってしまう誤りを何度も繰り返す。文字単体を見ても、毛筆の状態が良くなかったのか、筆先が2つに割れたりかすれている箇所がしばしば見られ、均衡を欠いた結字も散見する。しかし、流した文字が一切なく、日本の書道史上殆ど類例のない強く深い起筆、強い送筆、そして強く深い終筆のもつ表現力が、構成の杜撰さを覆い隠し、光明皇后の強い決意と決断を感じさせる魅力的な作品に仕上がっている。」書家の石川九楊は『楽毅論』を以上のように読み解き、光明皇后の意志だけによって成り立つ意志の集合体、「意志の化成」と評している。

#### 杜家立成雑書要略
標題は杜家（杜正蔵）が編纂した速成手紙の模範例文集の意味で、書簡往復2通を1組として36組の模範例文が記載されている。書写された時期は明らかではないが、筆致から前述の楽毅論より後と考えられる。『東大寺献物帳』には「頭陀寺碑文幷楽毅論杜家立成一巻」と記されており、元々は碑文と楽毅論を合わせて一巻であったが裁断され、杜家立成の部分のみが残されたと考えられる。縦27.0 cmで、様々な色麻紙19張を張り合わせているが、一紙の幅は概ね37.3 cm程度である。楽毅論が臨書なのに対し杜家立成は自運であり、林は「特色ある字形と字配りがあり、女性とは思えない自由闊達さが伺え、気品高く美しい」と評している。
この書には、「積善藤家（せきぜんのとうけ）」という朱印が捺されている。この言葉は『易経』に由来し、天智天皇が病床の中臣鎌足に贈った言葉から取られている。その意味は「代々の善行が積み重なって藤原家の子孫はその祝福を受ける」であり、光明皇后が藤原家の出自であることを強く意識していた現れとされる。

### 和歌
和歌は『万葉集』に3首、『拾遺和歌集』には1首とられている。
わが背子と 二人見ませば いくばくか この降る雪の 嬉しからまし
意訳：この降る雪を夫と二人で見られたならば、どんなにうれしい事でしょう。『万葉集』8巻-1658。光明子が聖武に向けて想いを詠んだ歌。立后後の作と考えられるが時期は明らかではない。
朝霧の たなびく田居に 鳴く雁を 留め得むかも 我がやどの萩
意訳：朝霧がたなびく田で鳴いている雁を、引き留めておくことができるであろうか、私の家の萩は。『万葉集』19巻-4224。吉野宮に行幸した際に詠んだ歌。詠まれた時期は明らかではないが、瀧浪は天平8年（736年）と推測している。
大船に 真楫繁貫き この吾子を 韓国へ遣る 斎へ神たち
意訳：大船に沢山の梶を付けて、この吾が子を唐に遣わします、神々の庇護がありますように。『万葉集』19巻-4240。天平勝宝4年（752年）に甥の藤原清河を遣唐大使として送り出すときに贈った歌。
みそちあまりふたつのすかたそなへたるむかしの人のふめるあとそこれ
詞書：光明皇后、山階寺にある仏跡にかきつけたまひける。『拾遺和歌集』巻第20。

## 伝説

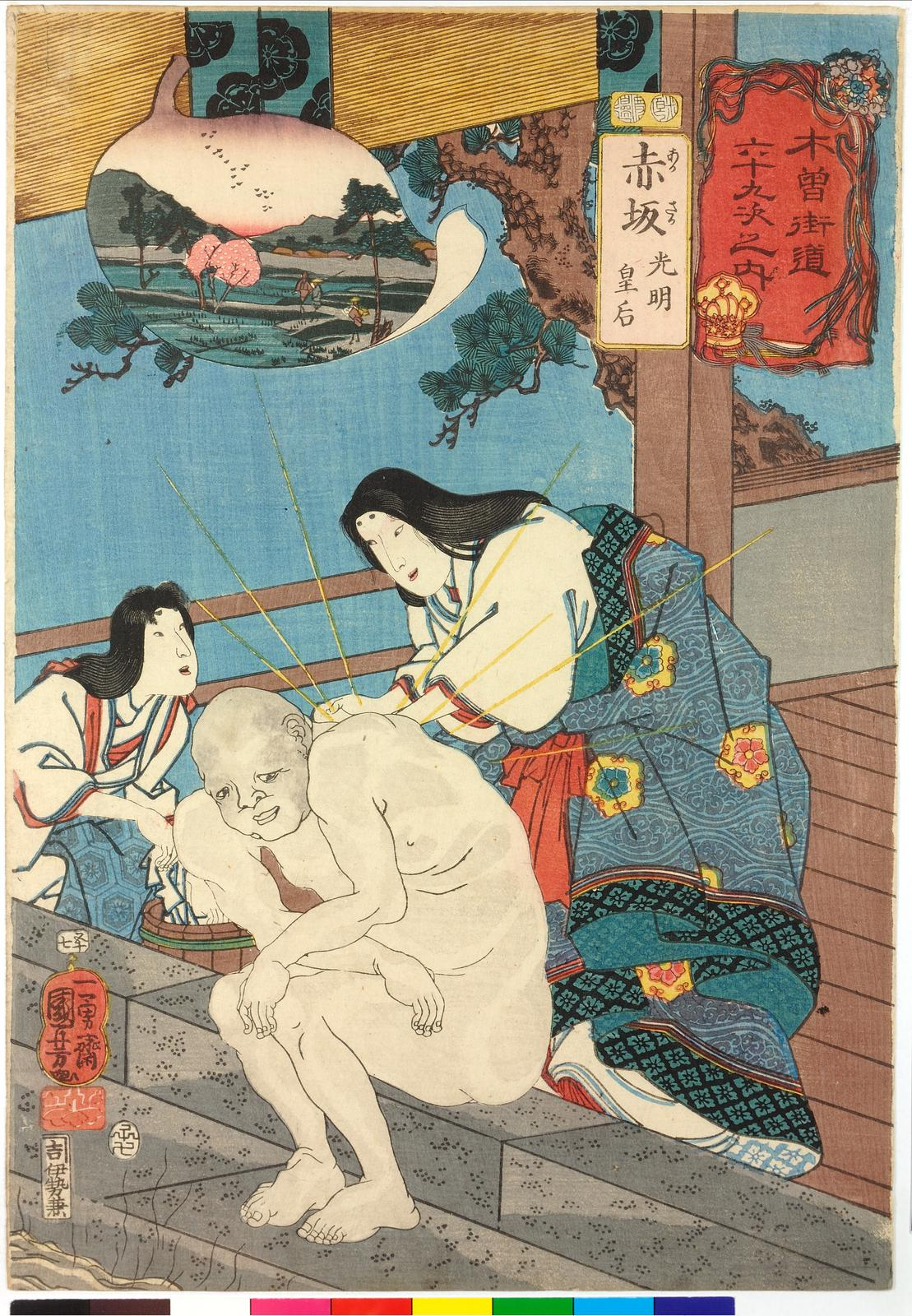
歌川国芳『木曽街道六十九次』「赤坂　光明皇后」。中山道赤坂（あかさか）宿と垢（あか）を落とす光明皇后とをかけた洒落絵で、身体から後光を発する病人が阿閦如来であることを示している。

最も知られている伝説は、千人風呂伝説である。よく知られる『元亨釈書』に記される伝説の概略は「仏の啓示により光明子は浴室を建てて千人の垢を摺ると請願を建てた。千人目にハンセン病患者が現れたが光明子は臆することなく洗い、患者の願いにより膿を吸い取った。すると患者は阿閦仏の化身であることを明らかにして姿を消した。その地に光明子は阿閦寺を建立した」というもので、平安後期の僧侶珍慶が東大寺の温室（湯屋）の費用に充てるために自分の土地を寄進した際の文書にこの伝説が記されていることから、この時代の成立と考えられる。この伝説を基に鎌倉時代には忍性が北山十八間戸を建立したほか、太平洋戦争前には小学校の教科書にも取り上げられていた。岡野浩二によれば、阿閦寺は光明子ゆかりの法華寺の隣に石上宅嗣が自邸に阿閦仏を安置して寺としたもので彼女とは関係のない寺院であったという（宅嗣の阿閦寺は芸亭で知られている）。12世紀には困窮者や病人に湯を施すこと（施浴）が大きな功徳につながるとして各地の寺院で温室（湯屋）の開放が行われており、東大寺の別当も務めた僧侶永観も各地の施浴において主導的な役割を果たしていたことで知られている。光明子の千人風呂伝説成立や珍慶の寄進も永観以来の風潮に強い影響を受けたと考えられている。更に珍慶の寄進直後の治承4年（1180年）に発生した平家による南都焼討の結果、東大寺や薬師寺、興福寺など光明子ゆかりの寺院が軒並み被害に遭い、その後の再建事業の過程で（およそ建久年間に）千人風呂伝説を含めた彼女の関する仏教伝説が潤色・創作・宣伝されたとしている。
信仰心に篤い光明子は玄昉に私淑していたと考えられており、一説には隅寺の建立は玄昉の為であったとされているが、後に二人の関係には様々な俗説が生まれた。『今昔物語』には「光明子が玄昉を寵愛したため、良くない噂が流れた」とあり、『源平盛衰記』では広嗣の乱の原因を光明皇后と玄昉の密通であったとしている。また仏教を批判する平田篤胤は、『俗神道大意』に光明子は玄昉の子善珠を生んだと記している。
また『延暦僧録』には「幼い光明子が市場で商人に尺を教えたところ、皆に感心されて「もし天子に仕えて良風を述べれば、度量衡は天下に流布するだろう」と讃えられた」という伝説が記されている。

## 関連作品

### 小説
- 『キサキの大仏』 奥山景布子、2012年、中央公論新社
- 『緋の天空』葉室麟、集英社、2014年、集英社文庫、2017年
- 『恋する女帝』 周防柳、2024年、中央公論新社

### 漫画
- 清原なつの『光の回廊』（ISBN 978-4091950017）
- 里中満智子『女帝の手記』[277]
- 中村真理子『天智と天武-新説・日本書紀-』

### テレビドラマ
- JNN50周年記念歴史大河スペクタクル『唐招提寺1200年の謎〜天平を駆けぬけた男と女たち』（TBS 2009年）演・島田陽子
- 『大仏開眼』（NHK、2010年） 演・浅野温子

### 宝塚歌劇
- 『光明皇后』（1958年）演・寿美花代
- 『たまゆらの記』（1988・89年）演・神奈美帆（1988年宝塚・東京公演）、鮎ゆうき（1988年宝塚・東京新人公演・1989年地方公演）